# Lorenzo Kihlman
Mauritz Lorenzo Kihlman, född 11 februari 1861 i Jakobstad, död 15 maj 1949 i Helsingfors, var en finländsk jurist. Han var son till Alfred Kihlman och bror till Oswald Kairamo.
Kihlman avlade rättsexamen 1885 och tjänstgjorde sedan bland annat vid Vasa hovrätt 1888–1904, var advokat i Helsingfors 1904–1905 och 1910–1917, prokuratorsadjunkt 1906–1908 och prokurator 1908–1909.
Han var svensksinnad och sändes 1915 av Kagalen på en good will-resa till England och USA. Han tillhörde den regeringsdelegation som 1918 anhöll om erkännande av Finlands självständighet hos ett antal västeuropeiska regeringar och hos Heliga stolen. 1918–1919 var han Finlands förste diplomatiske representant i Paris och Madrid samt 1919–1931 ledamot av Högsta förvaltningsdomstolen.

## Utmärkelser
- Sankt Stanislausorden, andra klassen,  1907[3]
- Storkors av Gregoriusorden,  1918[3]
- Kommendörstecknet av I klass av Finlands Vita Ros’ orden,  1930[3]

[Redigera Wikidata]